# Phillip Mathiesen
Pour les articles homonymes, voir Mathiesen.
Phillip Mathiesen, né le 1er mars 2003 à Valby, est un coureur cycliste danois. Durant sa carrière, il participe à des compétitions sur route et sur piste. 

## Biographie
Phillip Mathiesen est notamment devenu champion d'Europe du scratch en 2021 et 2023, chez les juniors puis parmi les espoirs. Il est également sacré champion du Danemark de poursuite par équipes en 2020, aux côtés de Carl-Frederik Bévort, Nikolaj Mengel et Sebastian Andreasson. 

## Palmarès sur piste

### Championnats d'Europe
| Édition / Épreuve        | Scratch |
| Apeldoorn 2021 (juniors) | Or      |
| Anadia 2023 (espoirs)    | Or      |

### Championnats nationaux
- 2019
  - 2e du championnat du Danemark du scratch
  - 3e du championnat du Danemark de l'omnium
- 2020
  -  Champion du Danemark de poursuite par équipes

## Palmarès sur route
- 2024
  - Brugsen Askov Løbet